# Метикош, Владимир
Владимир Метикош (хорв. Vladimir Metikoš; 7 июля 1889, Баня-Лука — предположительно 19 сентября 1945, Белград) — хорватский военачальник, генерал хорватского домобранства.

## Биография
Во время Первой мировой войны Владимир Метикош был призван в австро-венгерскую армию, служил лейтенантом на Итальянском фронте. После войны проходил службу в Югославской королевской армии.
Во время Апрельской войны 1941 года Метикош перешёл на сторону усташей и поддержал становление Независимого государства Хорватия. Некоторое время служил офицером для связи с немецкими контингентами в Боснии. В мае 1942 г. командовал 7-м егерским пехотным полком, потом Личанской оперативной зоной, Баня-Лукской бригадой и 6-й дивизией 4-го Усташского корпуса. Участвовал в боях на Неретве, в долине Дрины и в горах Лики. 30 марта 1945 года командовал, вместе с Марко Павловичем, усташскими войсками в битве на Левче-Поле, в ходе которой ими были наголову разбиты сербские четники, а их руководство взято в плен. 4 апреля 1945 г. Владимир Метикош и Векослав Лубурич нанесли ещё одно поражение четникам.
В мае 1945 года Метикош и Иво Херенчич, во главе группы усташей, попытался добиться в австрийском Блайбурге аудиенции у британских войск и подписать капитуляцию, однако был выдан коммунистическим югославским властям. 19 сентября 1945 г. Верховный суд Демократической Федеративной Югославии приговорил его к смертной казни. Приговор был приведён в исполнение в том же году, но точная дата не установлена до сих пор.